# Rachidomorpha bicolor
Rachidomorpha bicolor är en mångfotingart som beskrevs av Henri W. Brölemann 1902. Rachidomorpha bicolor ingår i släktet Rachidomorpha och familjen Rhachodesmidae. Inga underarter finns listade i Catalogue of Life.